# Università statale mari
L'Università statale mari (MarGU, in russo Марийский государственный университет?, Marijskij gosudarstvennyj universitet) è un ente di istruzione accademica russo situato a Joškar-Ola.

## Struttura
- Facoltà di lingue straniere
- Facoltà di lettere e storia
- Facoltà di psicologia e pedagogia
- Facoltà di formazione professionale
- Facoltà di fisica e matematica
- Facoltà di cultura fisica, sport e turismo
- Facoltà di elettroenergetica
- Facoltà di legge
- Facoltà di medicina
- Istituto di tecnologie agrarie
- Istituto di scienze ambientali e farmacia
- Istituto di cultura nazionale e comunicazione interculturale
- Istituto di economia, gestione e finanza
- Istituto di pedagogia